# Vlaanderen in de Tweede Boerenoorlog
Vlaanderen was, net zoals Nederland, zeer Boergezind tijdens de Tweede Boerenoorlog, de oorlog tussen de Britten, destijds de grootste koloniale macht, en de voormalige Nederlandse (zowel Hollandse als Vlaamse) kolonisten in het huidige Zuid-Afrika.
Door de Belgische taalstrijd waren er bij de Vlamingen nationalistische gevoelens voor het volk en de taal. De Transvaal opende de ogen van de Vlamingen tijdens de Eerste Boerenoorlog, die leidde tot de eerste Vlaamse Afrikanerbewegingen. Het waren echter vooral de Belgische socialisten die vanaf 1899 een heuse campagne voerden tegen de Britse vorstin uit sympathie voor de Boerenrepublieken. Voor het overige hadden de Vlamingen dezelfde motieven als de Nederlanders: hun stam- en taalverwanten zaten in de moeilijkheden en werden door het machtigste land bedreigd. Hoewel de steun groot was, merkten de Boeren er niet veel van. Waalse steun was er iets minder, hoewel er ook een redelijk aantal Boeren van Waalse afkomst waren. In 1900 deed de 15-jarige Jean-Baptiste Sipido in Brussel een moordaanslag op de Britse kroonprins uit protest tegen de Boerenoorlog. Later dat jaar kwam de Transvaalse president Paul Kruger naar Europa om steun te werven. Hij oogstte grote ovaties in Charleroi, Namen en Luik. Vlaanderen deed hij niet aan.
De Belgische regering had niets met de Boerenoorlogen te maken en wilde zich hier ook niet over uitspreken om een conflict met het Britse Rijk te voorkomen. De katholieke regering-De Smet de Naeyer II verschool zich achter de Belgische neutraliteit om de Britse oorlogspraktijken niet te veroordelen. Nochtans was er op 21 mei 1901 een meerderheid in de Kamer van volksvertegenwoordigers voor een motie tegen de Boerenoorlog, maar ze werd afgeblokt in de Senaat. Koning Leopold II had er voor zijn Congopolitiek alle belang bij de Britten niet voor het hoofd te stoten. Boerendelegaties die naar Vlaanderen kwamen om steun te zoeken voor de kwestie, kregen echter net zoals in Nederland, Frankrijk, Duitsland en Rusland, massale steun van de bevolking. Vooral de komst van drie Boerengeneraals in 1902 kon op veel bijval rekenen, hoewel het Verdrag van Vereeniging de oorlog toen al beëindigd had in het nadeel van de Boeren. Gent, Antwerpen en Brussel hadden allemaal hun eigen verenigingen die vooral economische steun gaven aan Zuid-Afrika.